# Asthenara scabricula
Asthenara scabricula là một loài tò vò trong họ Ichneumonidae.